# John Sirica
John Joseph Sirica (19 mars 1904 - 14 août 1992) est un juge américain connu pour son rôle dans le scandale du Watergate.

## Biographie
John Sirica est né à Waterbury (Connecticut) de parents d'origines italiennes. Installé dans le District de Columbia à partir de 1918, il est diplômé en droit de l'Université de Georgetown.
Connu pour sa sévérité, il préside en janvier 1973 le tribunal du District de Columbia jugeant les cambrioleurs à l'origine du scandale du Watergate. Il reste persuadé de l'existence de commanditaires haut placés derrière ses hommes de main, et l'un d'entre eux, James McCord, passe aux aveux dans une lettre qui lui est adressé. 
John Sirica préside en 1974 et 1975 les procès des collaborateurs de Nixon compromis dans le scandale, dont John Ehrlichman, Bob Haldeman, Charles Colson, John N. Mitchell et John Dean.
Marié à Lucile Camalier, elle lui survit jusqu'en 1998 où des obsèques nationales ont été présentées.